# Architektura Japonii

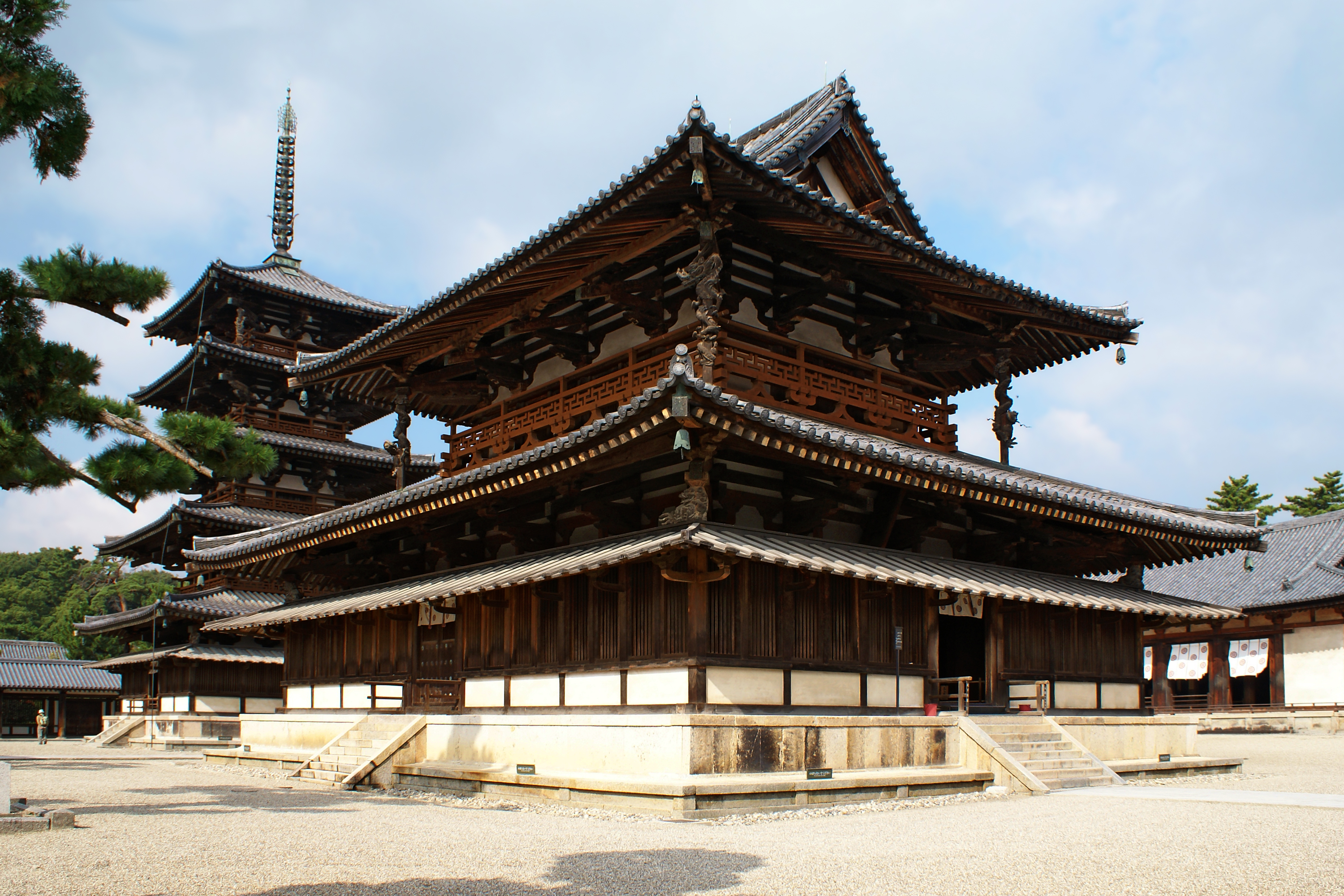
Hōryū-ji

## Opis ogólny
Cechą charakterystyczną kultury japońskiej jest szacunek dla natury. Japończycy, w przeciwieństwie do Europejczyków, nie czują się panami przyrody, a jedynie jej częścią. Związane jest to także z religią shintō. Stąd w Japonii zamiłowanie do przestrzeni, również w architekturze. Inną twórczą siłą, głęboko zakorzenioną w tradycji kultury japońskiej, jest asymetria. Spotykana symetria jest odbiciem aspektów kultury chińskiej, bądź zachodniej.
Kult przyrody najłatwiej odnaleźć w architekturze świątyń i ich otoczeniu.
Najważniejszym sanktuarium shintō w Japonii jest chram bogini słońca Amaterasu Ise-jingū w Ise, który powstał w III wieku. Forma chramów shintō przejęta została z najbardziej cenionego obiektu archaicznej zagrody japońskiej, jakim był spichrz. Chram w Ise został zbudowany z drewna cyprysowego i pokryta korą, bez użycia gwoździ. Całość konstrukcji umieszczona jest na palach. Naturalny kolor materiałów idealnie łączy budynek z otaczającą przyrodą, stwarzając wrażenie, jakby wyrastał on z otaczającego środowiska.
Ise-jingū co 20 lat jest przebudowywany na nowo, przy użyciu takich samych materiałów, z wiernym odtworzeniem całej konstrukcji i detali. Tradycja ta utrzymana jest od roku 685.
Wraz z przybyciem do Japonii buddyzmu przyjęte zostały nowe, chińskie wzory operujące osiowością i symetrią układu kompozycyjnego. Nowością było posadowienie budynku na kamiennym cokole i pokrycie dachu ceramiką.
Pierwsza świątynia buddyjska powstała w Japonii w roku 558 (już nie istnieje). Najcenniejszym zabytkiem z tego okresu jest zespół świątynny Hōryū-ji, wzniesiony w latach 587–607 (obecny układ z lat 670–708; pożar w 670). Kompleks ten jest uważany za najstarszy zabytek architektury drewnianej, nie tylko w Japonii, ale na całym świecie. Jednakże i tu widać japońską inwencję wyrażającą się poprzez asymetryczne rozmieszczenie pagody.

## Poszczególne okresy

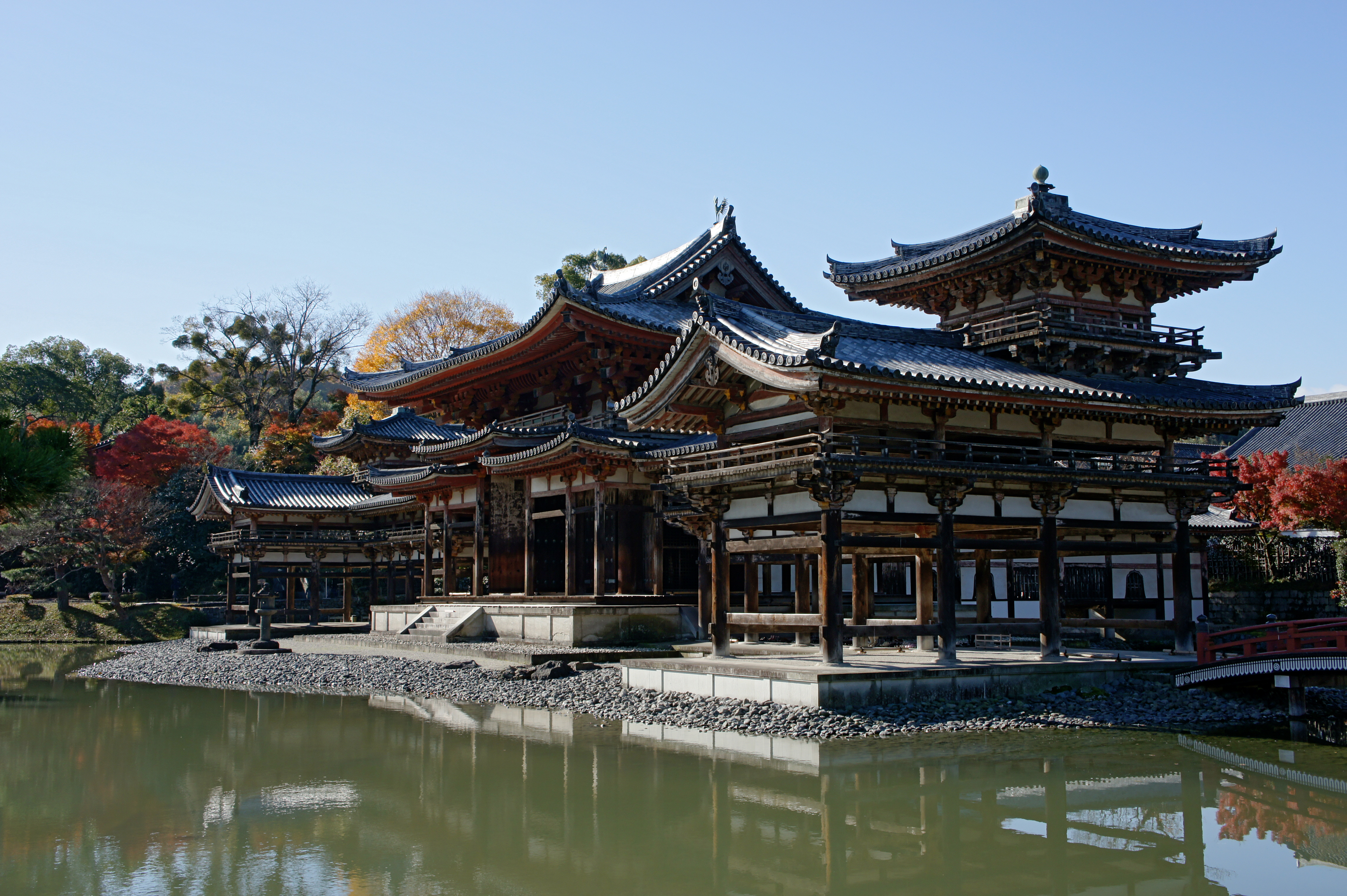
Byōdō-in (1052)

### Heian
Lata 794–1185 noszą nazwę okresu Heian, który jest bardzo istotny dla rozwoju kultury japońskiej. W drugiej połowie tego okresu nastąpiło wyraźne osłabienie wpływu kultury chińskiej, także w architekturze. Powstał styl shinden-zukuri („styl pawilonu sypialnego”) do budowy rezydencji arystokratów. Polegał on na łączeniu kilku pawilonów krytymi galeriami. Mimo zachowania podstawowej idei budynku, odpowiadającej wzorcom chińskim, całość konstrukcji nabrała specyficznej lekkości drewnianej konstrukcji, ustawionej w tradycyjny sposób na słupach. Także powrót do dachów krytych korą cyprysową nadawał całości charakterystyczny japoński charakter.
Jednym z obiektów zachowanych z tego okresu jest Pawilon Feniksa w buddyjskiej świątyni Byōdō-in w Uji koło Kioto.

### Muromachi

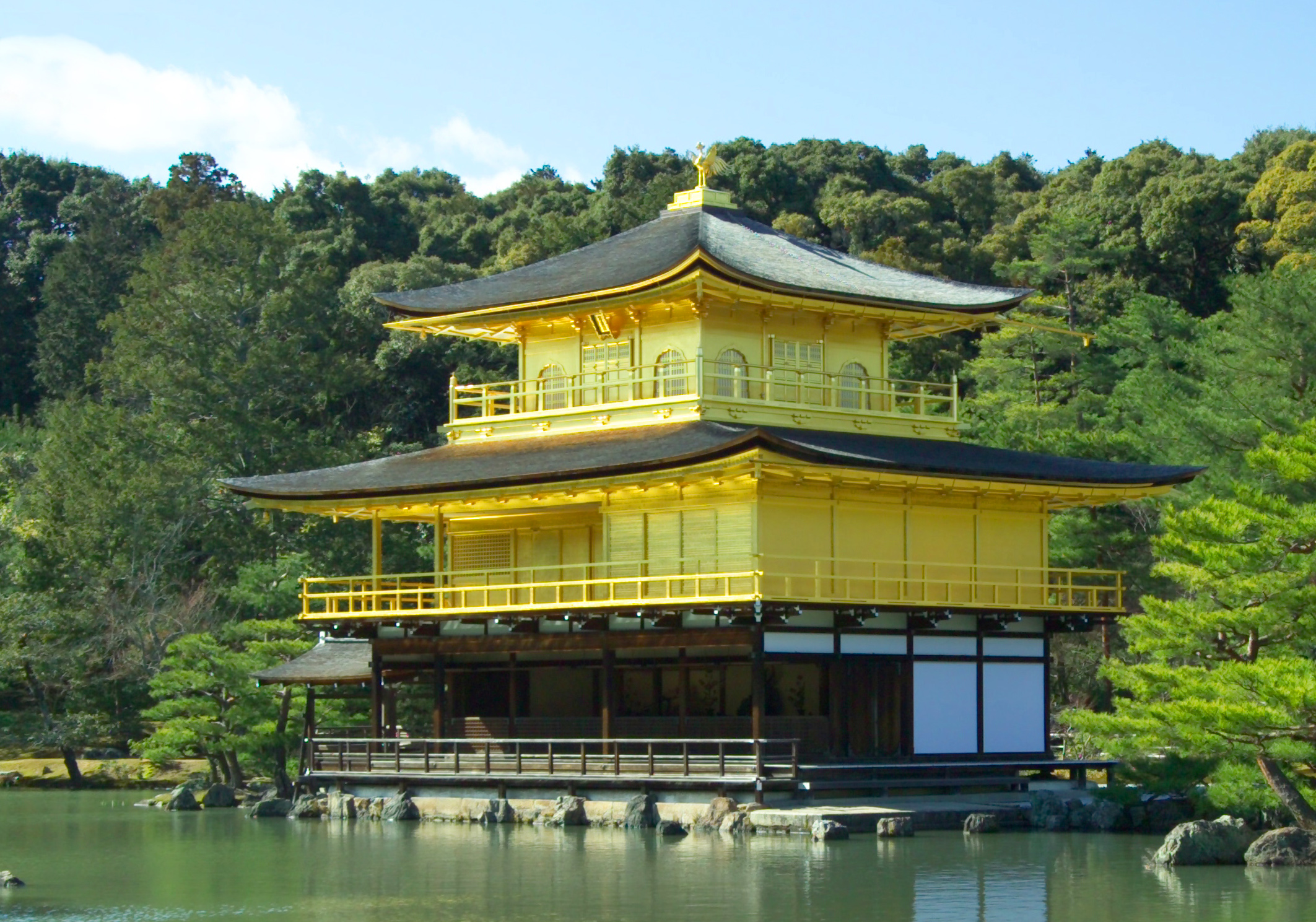
Kinkaku-ji, Świątynia Złotego Pawilonu

W okresie Muromachi (1338–1573) bogaty rozwój sztuk plastycznych, towarzyszących architekturze, a także osiągnięcia sztuki ogrodowej, doprowadziły do powstania nowego, swobodnego w swoim układzie stylu rezydencji mieszkaniowej. Jego charakterystyczne elementy to: tokonoma – mała alkowa o podwyższonym nieco poziomie podłogi, podkreślającym znaczenie tego miejsca, w którym umieszczano akcent plastyczny w postaci grafiki (kakemono) i ikebany;  gō–tenjō – kasetonowy sufit, a także engawa – weranda obiegająca dom dookoła, którą możemy postrzegać w dwóch aspektach – jako element wewnętrzny i zewnętrzny, wskazujący na stosunek Japończyków do przestrzeni (przykład: Złoty i Srebrny Pawilon).
Dom otoczony był ogrodem, co wyrażało uwielbienie dla natury. Kompozycja ogrodowa często urządzona była w stylu zen (szczególnie w okresie Muromachi). Charakterystycznymi elementami były kamienie i woda. W przypadku braku wody zastępował ją gruboziarnisty piasek zagrabiony w fale. Ogrody te służyły medytacjom i zgodnie z zasadami zen – „im mniej ekspresyjny, tym większa zawartość”, tak więc redukowano te ogrody zarówno pod względem rozmiaru, jak i tego, co zawierały.

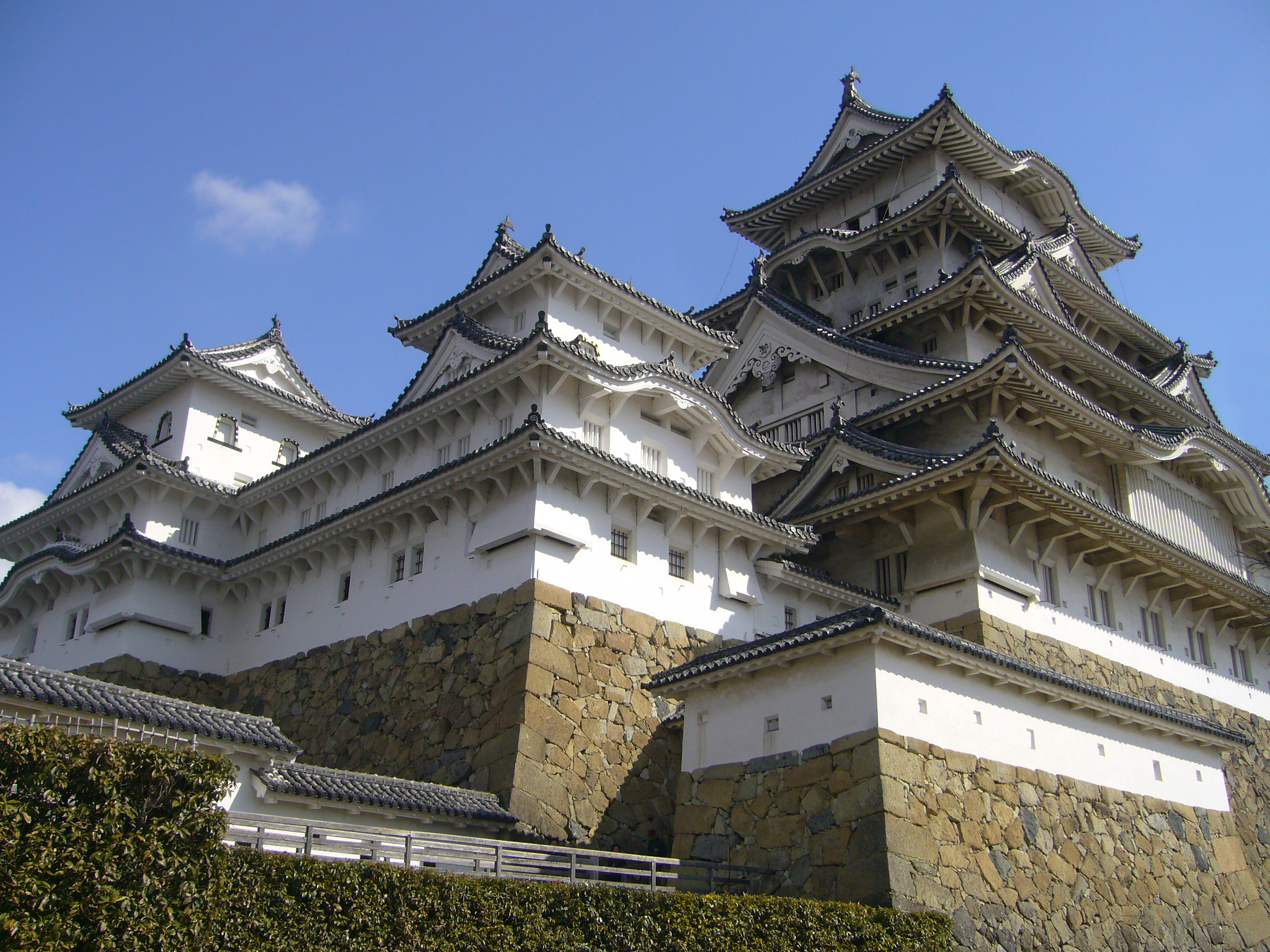
Zamek Himeji (1601)

### Azuchi Momoyama
Kolejny okres, Azuchi Momoyama (1573–1603), cechuje budowa zamków. Mimo iż budowane były jako bazy wojskowe stanowiły także o prestiżu władcy, dlatego przy ich wznoszeniu dbano o walory estetyczne. Ich forma modyfikowana była z powodu wprowadzenia broni palnej (w 1543 r. do Japonii dotarli Portugalczycy, a w 1593 Hiszpanie).
W odróżnieniu od średniowiecznych europejskich warowni, gdzie umacniano głównie mury budowli, japońskie fortyfikacje wykorzystywały raczej ukształtowanie terenu, np.: zamki lokowano na wzniesieniach, budowano tamy, które umożliwiały wypuszczenie spiętrzonej wody na podchodzącego doliną nieprzyjaciela.
Japońscy władcy mieszkali zazwyczaj w swoich dworach na nizinach, do zamków przenosili się raczej na czas wojen, w które obfitowały wieki XV i XVI. Później, kiedy zapanował pokój pod rządami rodu Tokugawa, zamki pełniły swego rodzaju siedzibę władzy lokalnej.

### Edo

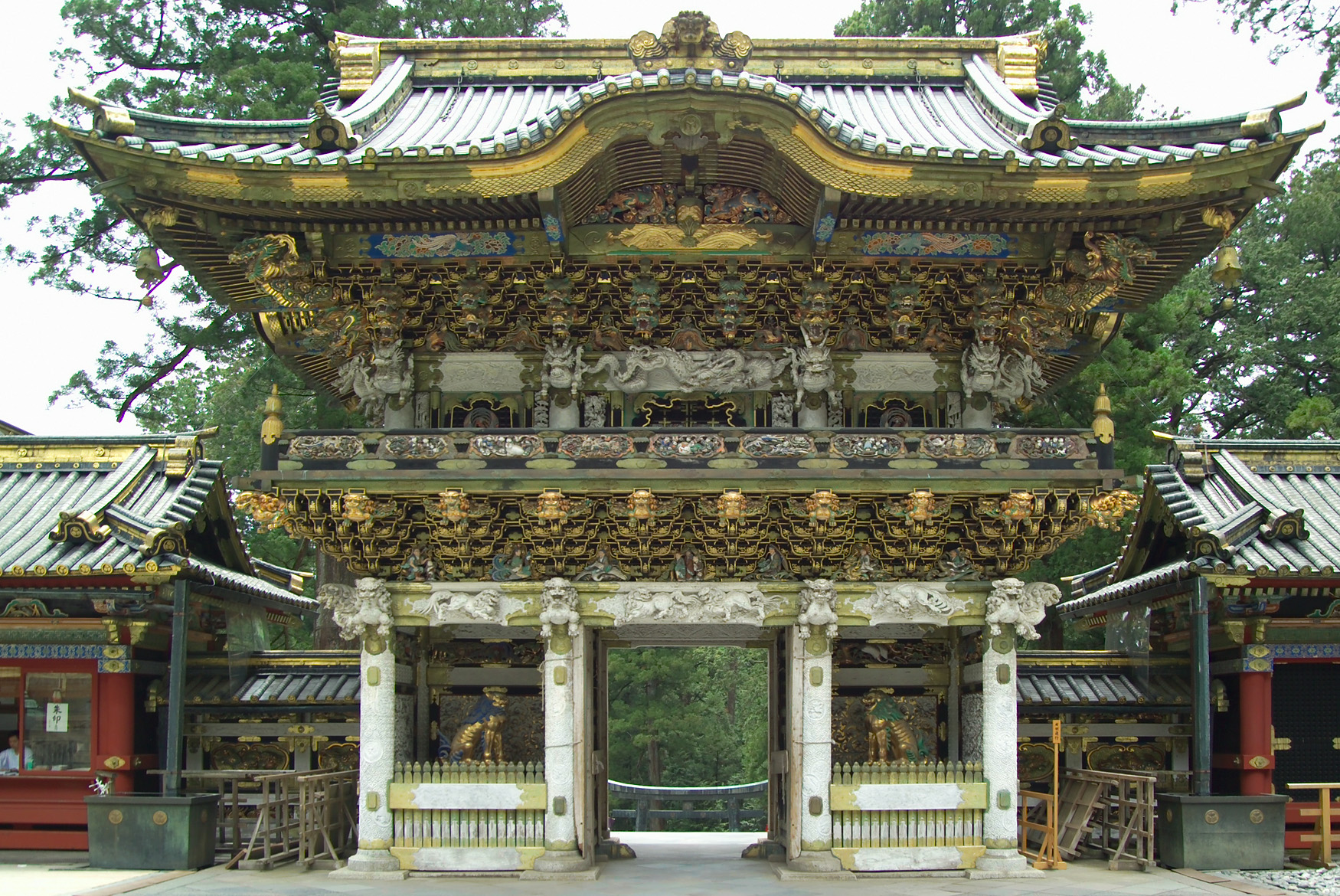
Nikkō Tōshō-gū, brama Yōmeimon

W okresie Edo (1603–1868), Japonia izolowała się od świata. W architekturze kontynuowano dotychczasowe zasady kompozycji, aczkolwiek uwidacznia się pewna biegunowość form. Z jednej strony bogate formy architektoniczne, przesycone jaskrawymi kolorami dekoracje wiążą się z wzorcami chińskimi (np. mauzoleum Tokugawy w Nikkō). Z drugiej strony skrajnie odmienny charakter ma np. cesarska willa Katsura w Kioto (powstała w latach 1620–1658) – lekkość drewnianej konstrukcji, czytelnej w swej modularności (budynek składa się z trzech głównych części przykrytych wspólnym dachem), całość usytuowana w pobliżu sadzawki w pięknym ogrodzie.

### Meiji
W drugiej połowie XIX wieku kończy się, pod naciskiem Europy i Stanów Zjednoczonych, trwająca od 1639 roku izolacja Japonii, a cesarz odzyskuje po wielu wiekach władzę (restauracja Meiji). Dla architektury okres ten stanowi źródło bogatych inspiracji płynących z całego świata; to okres modernizacji i westernizacji. Czerpano inspiracje z zachodnich form architektonicznych, czasami wiernie je kopiowano. Nad projektami pracowali często europejscy architekci, jednakże brak rozeznania specyficznych warunków, wynikających z częstych trzęsień ziemi sprawiło, że wiele z tych budynków już nie istnieje.
Pojawiła się jednak tendencja prowadząca do wyrażania klasycznych japońskich form przy użyciu nowoczesnych materiałów. Oprócz ekskluzywnych biurowców w Japonii nadal możemy odnaleźć wiele miejsc, w których tradycyjna architektura jest dominująca i pielęgnowana.

## Zabytki

### Wioska Shirakawa-gō

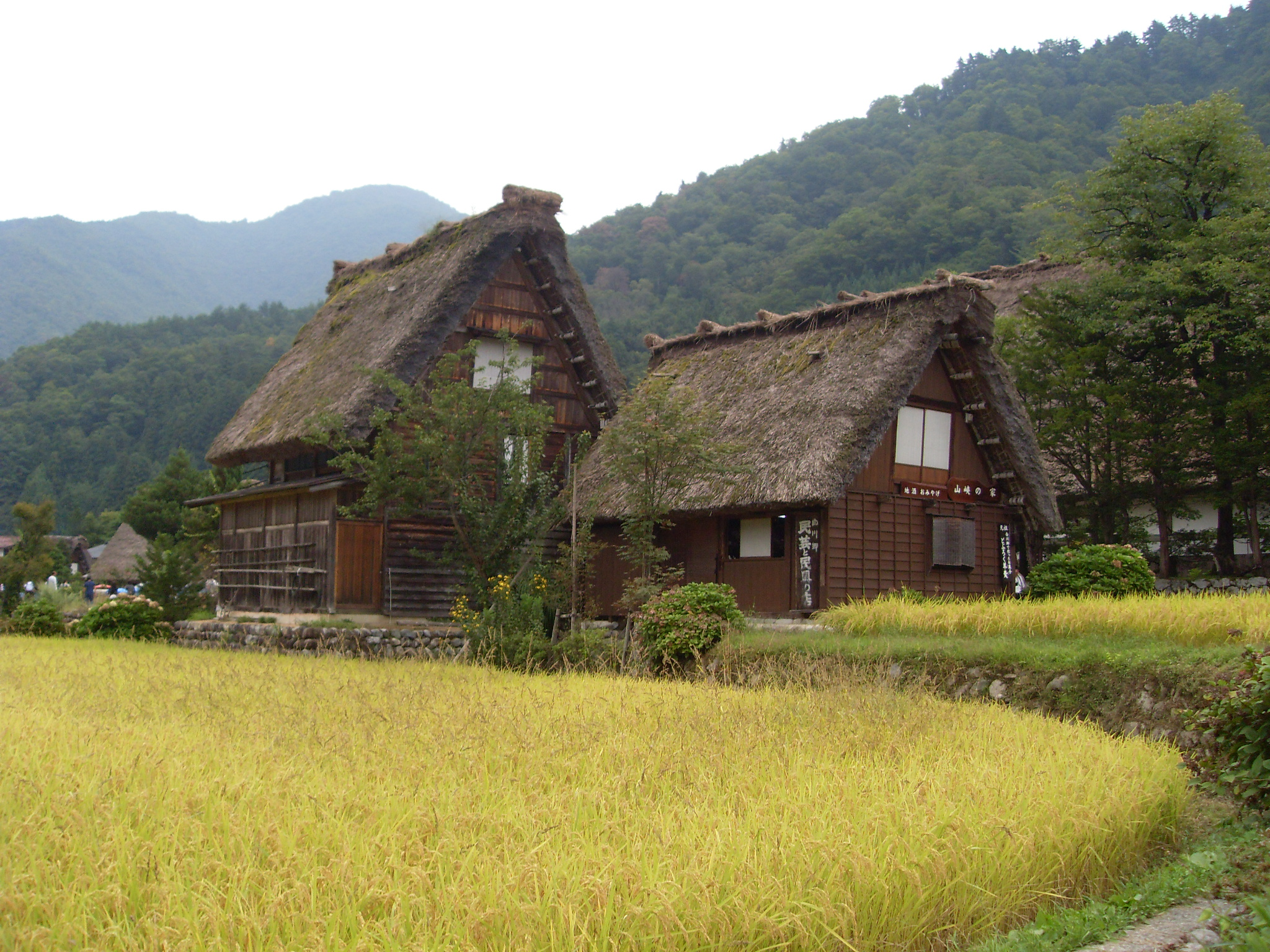
Tradycyjne domostwa w Shirakawa-gō

Japońska wioska Shirakawa-gō jest ujęta w spisie światowego dziedzictwa kultury przez UNESCO. Jest to górska wioska zajmująca obszar 356,7 km². W jej pejzażu dominuje masyw górski Haku (Haku-san). Nazwa „Shirakawa“ pochodzi od czystej, białej wody rzeki Shirakawa (shiro oznacza biel, biały, a kawa – rzekę). Shirakawa-go była wioską odizolowaną od nowoczesnej kultury przez bardzo długi czas, ale współczesny styl życia stopniowo przenikał także i tutaj. Stary styl zabudowy przestał odpowiadać młodej generacji i wiele domów zostało rozebranych, bądź przebudowanych zgodnie z nowoczesnym standardem, ale wciąż jeszcze około 60 domów pozostaje w starym stylu. W 1971 roku Stowarzyszenie Ochrony Naturalnego Środowiska Shirakawa-gō Ogimachi zaangażowane zostało do ochrony tych bezcennych dóbr kultury Japonii przed dalszą degradacją i zniszczeniem. Aktualnie dwadzieścia pięć domów znajduje się na obszarze 5,8 ha tego rezerwatu, gdzie można zobaczyć przykłady tradycyjnych gospodarstw z XIX wieku. Tradycyjne japońskie budownictwo bazuje na drewnie, które było ogólnie dostępne od najdawniejszych czasów. Strzechy o dużym kącie nachylenia, z uwagi na obfite opady śniegu, stanowią unikalną cechę budownictwa tej wsi i dlatego cały obszar wioski stanowi rezerwat tradycyjnej sztuki budowlanej.

### Torii

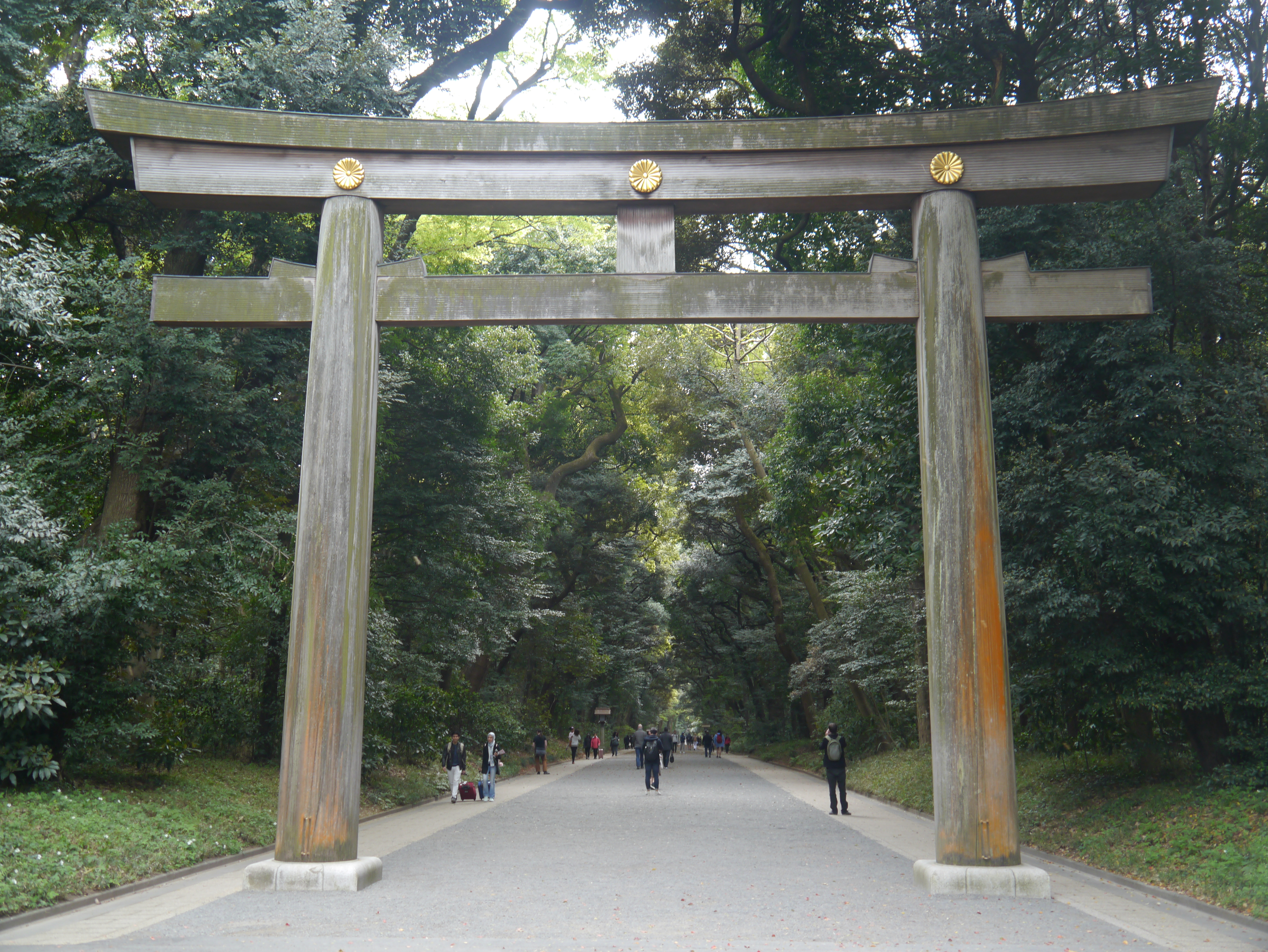
Tokio, Meiji-jingū torii

Konstrukcja bramy nazywanej torii jest wyłącznym produktem kultury japońskiej. Ten typ budowli nie istnieje w Chinach ani pobliskiej Korei. Słowo torii oznacza "grzędę lub żerdź dla ptaków" i przypomina scenę z mitologii japońskiej, kiedy zgromadzeni bogowie starali się wywabić boginię słońca Amaterasu z jaskini, gdzie się ukryła. Zaangażowana została więc gromada ptaków z ich długotrwałym śpiewem, który przeistoczył się w wielką symfonię – wezwanie płynące z całej Japonii, skierowane do ich bogini. Tak więc każde torii przed chramem shintō symbolizuje wołanie do jednego z bogów ze strony idących pielgrzymów, a jego przekroczenie oznacza opuszczenie istniejącego świata i przejście w świat boskiej mocy. Do chramów świątyń shintō prowadzi najczęściej długa droga, poprzecinana wieloma, wolno stojącymi bramami zbudowanymi z dwóch pionowych, lekko skośnych słupów i dwóch łączących je u góry belek poziomych, połączonych bez użycia gwoździ. Prawdopodobnie pierwsze bramy były u góry łączone przy pomocy skręconego sznura ściągającego pionowe słupy. Rozwój torii datuje się od okresu Heian (795–1185).
Architektura japońska jest z pewnością warta uwagi ze względu na swoją odmienność, wyrażającą się we współistnieniu z otaczającą naturą, czystość formy, a także kulturę i mentalność Japończyków. Wszystko to sprawia, że architektura "kraju kwitnącej wiśni" jest wyjątkowa i niepowtarzalna.